# New Old Songs
New Old Songs è un album di remix dei Limp Bizkit, pubblicato nel 2001.

## Il disco
Contiene il remix di "Crushed" (dalla colonna sonora del film Giorni contati, del 1999) e quelli dei singoli dai loro primi tre album, tutti eseguiti in collaborazione con artisti tra cui William Orbit, P. Diddy e i Neptunes.

## Tracce
1. "Nookie - For the Nookie" (The Neptunes Remix)
2. "Take a Look Around" (ft. E-40 & 8-Ball - Timbaland Remix)
3. "Break Stuff" (DJ Lethal Remix)
4. "My Way" (P. Diddy Remix)
5. "Crushed" (Bosko Remix)
6. "N 2gether Now - All in Together Now" (ft. Method Man - The Neptunes Remix)
7. "Rearranged" (ft. Bubba Sparxxx - Timbaland Remix)
8. "Getcha Groove On - Dirt Road Mix" (ft. Xzibit - DJ Premier Remix)
9. "Faith/Fame Remix" (ft. Everlast - Fred Durst & Josh Abraham Remix)
10. "My Way" (DJ Lethal remix)
11. "Nookie - Androids vs. Las Putas Remix" (Butch Vig Remix)
12. "Counterfeit - Lethal Dose Extreme Guitar Mix" (DJ Lethal Remix)
13. "Rollin' - DJ Monk-vs-The Track Mack Remix" (Remixed by DJ Monk vs. The Track Mack)
14. "My Way" (DJ Premier Way Remix)
15. "My Way" (William Orbit's Mix)
16. "My Way - Pistols' Dancehall Dub" (The Dub Pistols remix)

## Formazione
- Fred Durst - voce
- Sam Rivers - basso
- John Otto - batteria
- DJ Lethal - giradischi, campionatore

## Singoli
- "My Way" (William Orbit Remix)